# Podium iridescens
Podium iridescens är en biart som beskrevs av Kohl 1902. Podium iridescens ingår i släktet Podium och familjen grävsteklar. Inga underarter finns listade i Catalogue of Life.